# Průmyslová hnojiva
Průmyslová hnojiva nebo chemická hnojiva nebo umělá hnojiva jsou průmyslově vyráběná hnojiva, které je koncentrovanou anorganickou nebo (vzácněji) organickou sloučeninou primárních biogenních prvků (zejména dusíku, fosforu a draslíku) nebo směsí těchto sloučenin a jsou často obohacena sloučeninami vhodných sekundárních a stopových biogenních prvků.

## Dělení
- Jednoduchá hnojiva (=jednosložková hnojiva) – zpravidla dusíkaté, draselné, vápenaté nebo fosforečné hnojivo
- Vícesložková hnojiva – nejčastěji hnojivo PK, hnojivo NP nebo hnojivo NPK (P = fosfor, K = draslík, N = dusík)
  - Kombinovaná hnojiva
  - Smíšená hnojiva